# مهرناز گلچین‌فر
مهرناز گلچین‌فر مخترع جوان ایرانی است. اختراعات وی در حوزه حفاظت از محیط زیست و انرژی‌های پاک هستند. وی در زمینه محیط زیست، شیمی، فناوری نانو و انرژی‌های نو به انجام فعالیت‌های پژوهشی می‌پردازد.

## جوایز
مهرناز گلچین فر، مخترع ایرانی، درنخستین دوره از مسابقات بین‌المللی اختراعات زنان جهان در سال ۲۰۰۸ در سئول عنوان برترین مخترع و جایزه ویژه هیئت داوران را از آن خود کرد.